# Carlota Rodríguez de Robles
Carlota Rodríguez de Robles (San Cebrián de Castro 1907-1990) es una docente y científica española, pionera en el campo de la Química.

## Trayectoria
Carlota Rodríguez de Robles Junquera  nació en un pueblo de Zamora, San Cebrián de Castro, estudió Químicas en la Universidad Central de Madrid donde se licenció con Premio Extraordinario en 1933 y obtuvo el doctorado en 1936 con la tesis Estudio del Sistema IO3: H2O.  Publicó cuatro artículos científicos, mientras investigaba en la sección de Química-Física en el Instituto Nacional de Física y Química.
El Instituto Nacional de Física y Química estaba dividido en seis secciones en las que trabajaron muchas científicas de la época, pero fue la Sección de Química-Física, dirigida por Enrique Moles Ormella, la que reunió un mayor número de mujeres, entre las que se encontraban: Pura Barbero Rebolledo, Adela Barnés González, Asunción Fernández Fournier, María Aragón García Suelto, Amelia Garrido Mareca, María Luisa Garayzábal Medley, Carmen Herrero Ayllón, Narcisa Martín Retortillo, Carmen Pardo García-Tapia, Carlota Rodríguez de Robles, Concepción Rof Carballo, Pilar Villán Bertrán, María Teresa Salazar Bermúdez y María Teresa Toral.
A raíz del Golpe de Estado en España en 1936 del general Franco y la guerra civil española la actividad investigadora en el país decayó, afectándole de lleno a la investigadora Carlota Rodríguez y otras investigadoras del Instituto Nacional de Física y Química (conocido por el nombre de Rockefeller), pues este centro investigador fue cerrado.
Su carrera profesional la desarrolló como profesora de Física y Química en el Instituto Complutense de Alcalá de Henares.

## Reconocimientos
En 2016 la Fundación Ortega-Marañón organizó la Exposición 30 pioneras y Zamora.
En 2017 fue reconocida en Zamora públicamente junto con otras mujeres con ocasión del 8 de marzo, Día Internacional de la Mujer.